# Huadian
Huadian (chinesisch 桦甸市, Pinyin Huàdiàn Shì) ist eine kreisfreie Stadt, die als solche zum Verwaltungsgebiet der bezirksfreien Stadt Jilin im Südosten der nordostchinesischen Provinz Jilin gehört. Huadian hat eine Fläche von 6.250 km² und 444.843 Einwohnern (Stand: Zensus 2010). Der Fluss Huifa He fließt durch die Stadt.

## Administrative Gliederung
Auf Gemeindeebene setzt sich Huadian aus fünf Straßenvierteln, fünf Großgemeinden und fünf Gemeinden zusammen. Diese sind:
| Straßenviertel Minghua (明桦街道), 22,5 km², 35.714 Einwohner; Straßenviertel Qixin (启新街道), 5,55 km², 28.646 Einwohner; Straßenviertel Shengli (胜利街道), 13,64 km², 32.935 Einwohner; Straßenviertel Xinhua (新华街道), 12,01 km², 22.263 Einwohner; Straßenviertel Yongji (永吉街道), 38,86 km², 35.613 Einwohner; Großgemeinde Badaohezi (八道河子镇), 630 km², 37.300 Einwohner; Großgemeinde Changshan (常山镇), 507 km², 18.640 Einwohner; | Großgemeinde Erdaodianzi (二道甸子镇), 681,7 km², 22.000 Einwohner; Großgemeinde Hongshilazi (红石砬子镇), 1298,8 km², ca. 60.545 Einwohner; Großgemeinde Jiapigou (夹皮沟镇), 1179 km², 22.685 Einwohner; Gemeinde Gongji (公吉乡), 521 km², 28.700 Einwohner; Gemeinde Hengdaohezi (横道河子乡), 321,4 km², 18.130 Einwohner; Gemeinde Huajiao (桦郊乡), 353,5 km², 26.100 Einwohner; Gemeinde Huashulinzi (桦树林子乡), 375 km², 13.000 Einwohner; Gemeinde Jinsha (金沙乡), 410,9 km², 22.100 Einwohner. |

In den Jahren 2005 bis 2010 wurden bereits drei Großgemeinden (Baishan 白山镇, Laojinchang 老金厂镇 und Yumuqiaozi 榆木桥子镇) und drei Gemeinden (Beitaizi 北台子乡, Huanan 桦南乡 und Sumigou 苏密沟乡) aufgelöst und ihre Flächen den verbliebenen 15 Verwaltungseinheiten zugeschlagen. Nun scheint 2011 oder 2012 auch die Gemeinde Jinsha aufgelöst worden zu sein. Jedenfalls werden auf der aktuellen Website der Stadtregierung nur noch vier Gemeinden aufgeführt, Jinsha fehlt.